# Église de Kaarina
L'église de Kaarina (en finnois : Kaarinan kirkko) est une église luthérienne construite à  Kaarina en Finlande.

## Présentation

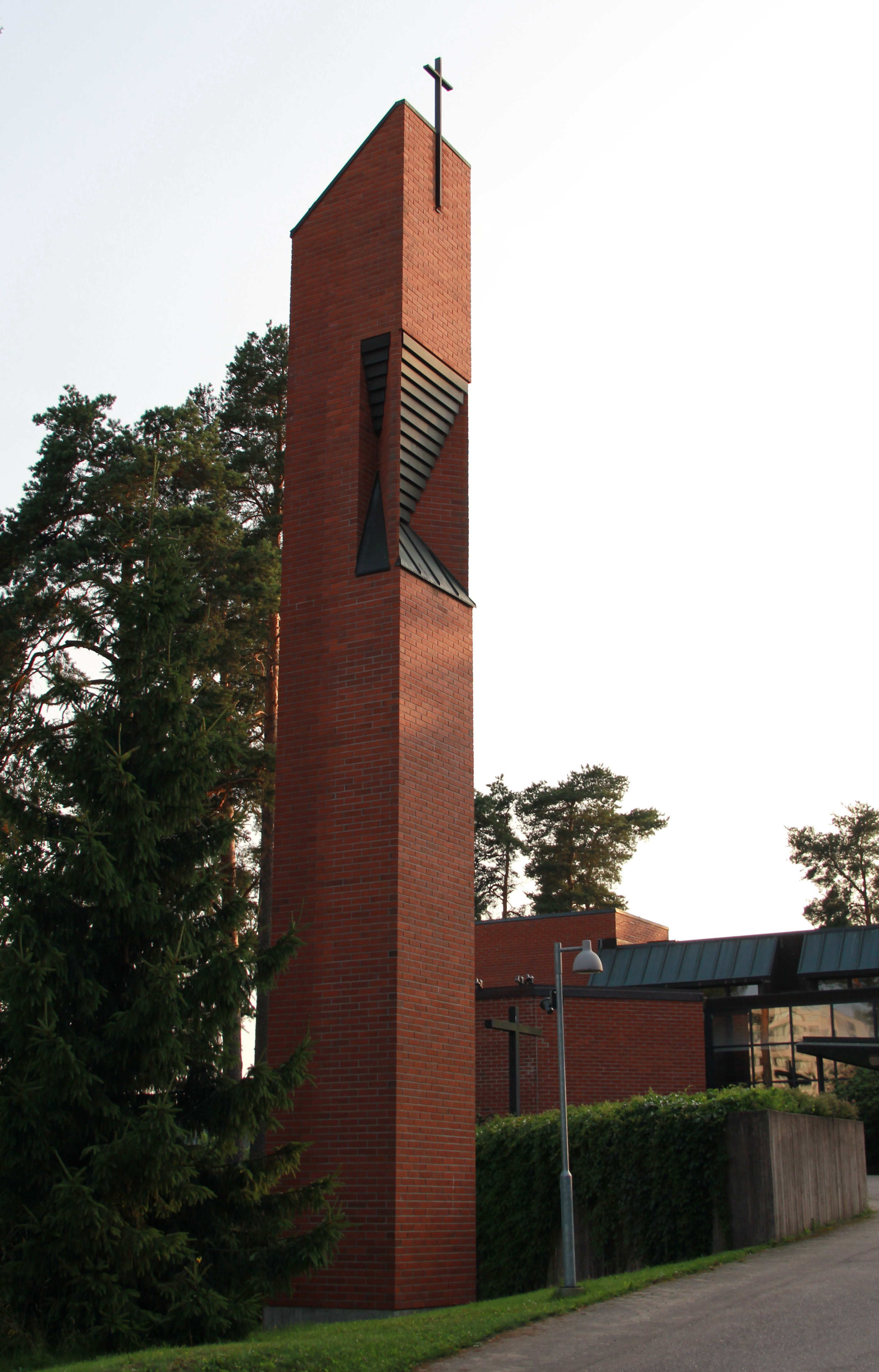
Clocher de l'église.